# Garden (遊戲)
《Garden》是日本CUFFS於2008年1月25日所發售的十八禁戀愛冒險遊戲。

## 概要
《Garden》於2008年1月25日在日本地區發售的十八禁遊戲，為CUFFS的第五款遊戲。主要製作人員與CUFFS的第一款作品《櫻花繫結》以及F&C 01的《水月》的原畫家☆畫野朗與劇本家殿池大輔組合。與之前CUFFS的作品一樣，主題曲是由Duca（作曲：安瀨聖）所擔任。
在發售之前由的漫畫在CUFFS的官方網站上公開，在官方網站提供下載的桌布有荒木加直、矢野拓海、香川友信、秋乃武彥等人的作品。
原本預定於2007年10月26日發售，由於遇到各種事情而延期發售，在發售日當天在CUFFS官方網站宣布「姬宮琉璃」與「龍膽愛」等兩位人物劇情取消以及不能攻略。到了發售當日的晚上沒有清楚說明，同時在遊戲內的用戶手冊也沒有標示，導致許多顧客與店家之間的爭執等混亂場面。之後在官方網站宣布兩名登場人物的路線與劇本以修正檔方式來新增。第一彈「龍膽愛」劇情路線的修正檔於2008年5月發布，而「姬宮琉璃」劇情路線於2008年10月發布。
在遊戲裡的CG、回想、音樂模式在一開始沒有加入，在發售後不久由官方網站釋放出修正檔補回。

## 故事簡介
主角神谷涼由於父母離異而精神受到打擊，不與其他人接觸。而在彩花的推薦之下轉學到深山裡的全住宿制學校「秀英學園」，這間沒有任何人知道的學校，到畢業之前過著安靜的生活。

## 登場人物

### 主要角色
神谷涼（聲優：無）
本作品的主角。年幼時雙親因故雙亡，由現在的養父母扶養。
星野繪里香（聲優：白波遙）
涼的同班同學。
姬宮琉璃（聲優：月城真菜）
涼的同班同學。
鈴村字美（聲優：大波こなみ）
涼班上的班長。個性一本正經的模樣。
春日櫻子（聲優：まきいづみ）
比涼大一屆的同班同學。雖然成績不錯，但是她的身體虛弱而留級。
春日撫子（聲優：まきいづみ）
比涼大一屆的學姐。由於她才色兼備在學園內散發出強烈的存在感，是個受到別人的恐懼與崇拜的人。
音川小夜（聲優：楠鈴音）
比涼大一屆的學姐。擁有有聲樂的才能，而以優等生的身分入學的名人。但是在父母雙亡之後得了失語症，優等生的立場變得非常危險，不過她經常露出著完全感覺不到那種處境的笑容。在宿舍與撫子同室。
龍膽愛（聲優：羽高なる）
涼班上的新任班導師，也是天文社與手工藝社的顧問。主要教授科目是現代國語（日語）。外表像小孩一樣的娃娃臉，受到同學之間的歡迎，而被學生稱呼為「小愛」。對同學相當和善，非常在意涼的事情。

### 次要角色
柊彩花（聲優：遠野そよぎ）
涼的乾姐姐。單身。
日下部俊也（聲優：竹山いづも）
涼的同班同學。
島津純一（聲優：山内花梨）
涼的同班同學。
坂上仁（聲優：小次狼）
涼的同班同學。田徑隊的王牌。
青葉千夏（聲優：白波遙）

## 製作人員
- 人物設計、原畫：☆畫野朗
- 美工設計：X-型改、綾瀨、雞野郎、悠哉、NAMI、山岡治朗（BURIKO）
- 背景：、仁崎涼介
- 劇本：殿池大輔
- 音樂：Peak A Soul+ 安瀨聖
- 影片制作：KIZAWA studio
- 製作人：古川克郎
- 企劃、製作：CUFFS

## 主題曲
片頭曲
作詞：Duca、作曲、編曲：ANZE HIJIRI、歌：Duca
片尾曲
作詞：Duca、作曲、編曲：ANZE HIJIRI、歌：Duca
- 與遊戲同時發售的「Garden Maxi single」收錄了主題曲的完整版以及off vocal版[8]。

## 相關商品
- ☆畫野朗繪製特製環保袋
- 預約贈品「Garden Illustrations」

參加的繪師：尾崎弘宜、小澤悠、☆畫野朗、木場智士、KeG、源之助、狐印、九尾、貴大、雞野郎、七尾奈留、MITAONSYA。
- 銅鑼燒

虎之穴限定販售商品。附贈特製馬克杯。

## 外部連結
- CUFFS OFFICIAL HOMEPAGE（页面存档备份，存于） （日語）
- Garden（页面存档备份，存于） （日語）